# シリウス
シリウス（Sirius）は、おおいぬ座で最も明るい恒星で、全天21の1等星の1つであり、太陽を除けば地球上から見える最も明るい恒星である。視等級は-1.46等で、シリウスに次いで明るいカノープスのほぼ2倍の明るさである。バイエル符号における名称は「おおいぬ座α星 (α Canis Majoris)」である。オリオン座のベテルギウス、こいぬ座のプロキオンと共に、冬の大三角を形成している。冬のダイヤモンドを形成する恒星の1つでもある。
肉眼では1つの恒星に見えるが、実際にはシリウスAと呼ばれるA型主系列星と、シリウスBと呼ばれる白色矮星から成る連星である。シリウスBのシリウスAからの距離は、8.2天文単位 (au)から31.5auの間で変化する。
シリウスは近距離にあるうえ、自身の光度も大きいため、肉眼でもよく見える。ヒッパルコス衛星の観測によって得られた年周視差の値に基づくと、地球との距離は約8.6光年（約2.6pc）となる。その距離から、地球に近い恒星の一つである。シリウスは太陽系に接近しているので、今後6万年の間にわずかに明るさが増す。それ以降は太陽系から離れていき、徐々に暗くなっていくが、少なくとも今後21万年間は全天一明るい恒星でありつづけると考えられている。
主星のシリウスAは、太陽の約2倍の質量を持ち、絶対等級は1.9等である。光度は太陽の約25倍にもなるが、カノープスやリゲルなどと比べると小さい。年齢は2億年から3億年ほどと推定されている。かつてシリウスは明るい2つの恒星から成る連星系だったが、より質量が大きいシリウスBが先に寿命を迎え、1億2000万年前には赤色巨星になった。シリウスBはその後、外層を失い、現在の白色矮星になったとされている。
シリウスはおおいぬ座にあることから、英語では「Dog Star」とも呼ばれている。中国では「天狼星」、日本では古くは「青星」と呼ばれた。その明るさゆえに古くからその存在は知られており、古代エジプトでは、ナイル川の氾濫時期を知らせてくれる星として、非常に重要な働きをしていた（エジプト神話・ナイル川およびソプデトも参照）。またポリネシア人の間では、太平洋上の航海において、冬の到来を示す重要な役目を果たした。

## 観察の歴史
古代エジプトでは、シリウスは豊穣の女神ソプデト(古代ギリシア語: Σῶθις、Sothis)として知られていた。シリウスは最も初期の天文記録にも記録されている。エジプト中王国時代、エジプト人はシリウスのヒライアカル・ライジングを基にEgyptian calenderを作り上げた。シリウスがヒライアカル・ライジングを起こす約70日後
に、夏至とナイル川の氾濫が起きるため、とても重視されていた。
エジプトのアレクサンドリアにいたクラウディオス・プトレマイオスは、著書アルマゲストの7巻と8巻に星表を記している。プトレマイオスは、地球の中心子午線の場所としてシリウスを使用した。しかし、奇妙な事に、プトレマイオスは青白く輝くシリウスを「赤く」輝く6つの恒星の1つとしている（以下の色に関する論争を参照）。他の5つの恒星はアークトゥルスやベテルギウスのようなスペクトル型がM型からK型の赤色巨星を指している。

### 運動力学におけるシリウス
1718年、エドモンド・ハレーは当時の天文測量と、トレミーのアルマゲストを比較した。結果、それまで存在が提唱されていた固有運動を発見する事に成功した。比較的明るいアルデバラン、アークトゥルス、シリウスは大きく動いたと言われており、約1800年で満月とほぼ同じ大きさにあたる、約30分（0.5度の角度）移動するとされている。
1868年、シリウスは視線速度が計測される最初の恒星となった。ウィリアム・ハギンズは、シリウスのスペクトル型を調べ、赤方偏移が起きているかを調べた。結果、ハギンズはシリウスが約40km/sで太陽系から遠ざかっていると結論付けた。しかし、現在の観測値である-5.5km/sとは大きく異なるため、ハギンズが導き出した値は誤りであるとされている。視線速度の値がマイナスである場合、これは天体が太陽系に接近している事を指している。

### 距離
1698年にクリスティアーン・ホイヘンスは著書Cosmotheorosにて、シリウスとの距離を27,664au(約0.437光年)と推定した。
シリウスの年周視差は1839年に、トーマス・ヘンダーソンによる1832年から1833年にかけての観測と、Thomas Maclearらによる1836年から1837年にかけての観測によって計測された。それによって得られた年周視差は0.23秒角であった。
しかし、シリウスの年周視差の計測はそれ以前にも行われていた。例えば、ジョヴァンニ・カッシーニの観測（6秒）、喜望峰で観測を行ったニコラ・ルイ・ド・ラカーユの観測結果（4秒）を使ったネヴィル・マスケリンを含む、何人かの天文学者達の観測、ジュゼッペ・ピアッツィの観測（同程度）、フリードリヒ・ヴィルヘルム・ベッセルの観測（はっきりとした結果は得られず）などがある。

### 伴星の発見

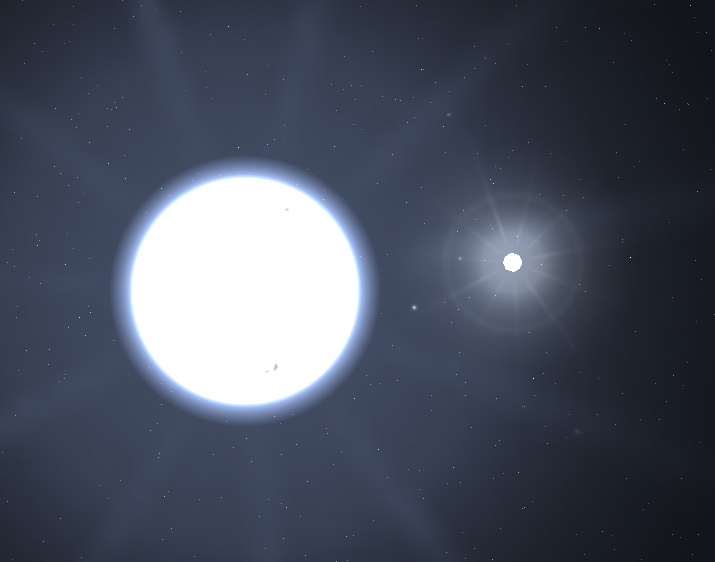
Celestiaで作成したシリウスAとシリウスBの画像。

1844年にドイツの天文学者フリードリヒ・ヴィルヘルム・ベッセルがシリウスの軌道の揺らぎを観測し、伴星の存在を示唆した。のちにシリウスBと呼ばれるその伴星の姿は、1862年1月31日にアメリカの望遠鏡製作者アルヴァン・グラハム・クラークによって初めて観測された。これはディアボーン天文台にある、当時アメリカ最大の口径18.5インチ(470ミリメートル)の屈折望遠鏡、Aperture望遠鏡のテスト観測中にもたらされた。同年3月8日には小型望遠鏡での観測にも成功した。
1894年以来、シリウス系の見かけ上の軌道が不規則に揺れ動いている様子が観測されており、第3の天体が存在する可能性が示唆されてきたが、未だに確証が得られていない。観測から、データに最も合致するパターンは、シリウスAを約6年で公転している、質量が太陽質量の0.06倍の天体が存在する場合である。この天体が実在するとすると、視等級はシリウスBの5倍から10倍暗くなり、観測は極めて困難と考えられている。2008年に行われた観測では、3番目の恒星や、惑星の存在を確認する事は出来なかった。1920年代に観測された「第3の星」は現在では、背景にあった無関係の恒星だったとされている。
1915年、アメリカのウォルター・シドニー・アダムズはウィルソン山天文台でシリウスBのスペクトルを測定し、1万度近い高温の天体にもかかわらず暗いことから表面積の小さい矮星と判明した。よって、天文学者はシリウスBが白色矮星であると結論付け、シリウスBは2番目に発見された白色矮星となった。シリウスAの直径は1959年にロバート・ハンブリー・ブラウンとRichard Q. Twissによって、ジョドレルバンク天文台の強度干渉計を使い、初めて測定された。一方、シリウスBは2005年にハッブル宇宙望遠鏡を使って測定された。その結果、直径は約12,000kmで、地球の98%であるとされた。

### 色に関する論争
西暦150年頃の古代ローマの天文学者プトレマイオスは、先述の通り、著書アルマゲストにおいて、シリウスをベテルギウス、アンタレス、アルデバラン、アークトゥルス、ポルックスと共に「赤く」輝く恒星と表現している。しかし、実際のシリウスは青白く発光している。この不一致は、イギリスのラトランドにあるLyndon村のアマチュア天文家Thomas Barkerによって最初に指摘され、1760年、ロンドンにある王立協会で行われた会議で発表された。1839年、ジョン・ハーシェルは2年前に見たりゅうこつ座η星の影響をおそらく受けて、改めてシリウスの色について指摘した。1892年、トーマス・シーはこれに関するいくつかの論文を出版し、1926年に最終的な要旨が発表され、赤いシリウスに関する議論が再び行われるようになった。なおシーはプトレマイオスだけでなく詩人アラトスや雄弁家キケロ、将軍ゲルマニクスの文章も引用しているが、彼ら3人は天文学者ではなく、キケロとゲルマニクスはアラトスの著書『現象 (Phaenomena) 』を翻訳・引用しているに過ぎない。ローマ帝国の政治家ルキウス・アンナエウス・セネカもシリウスは火星よりも赤いと記述している。しかし、全ての古代の記述において、シリウスが赤いとされている訳ではない。1世紀の詩人マルクス・マニリウスは、4世紀のAvienusと同様にシリウスを「海の青」と表現している。また古代中国では、紀元前2世紀から7世紀までの複数の記録全てにおいてシリウスの色が「白」と表現されている。
1985年、ドイツの天文学者シュロッサーとベルクマンは、8世紀のイタリアロンバルディア州の写本を出版した。内容はトゥールのグレゴリウスが書いたDe cursu stellarum ratio(星の進路)である。このラテン語で記された文章には、恒星の位置から、夜間に参拝を行う時間を求める手法などが記されている。そして、ここでもシリウスは「赤い」と表現されている。出版した2人は、伴星のシリウスBが赤色巨星であったため、シリウスが赤く見えたのではという仮説を唱えた。シリウスBが赤色巨星だったとすれば赤く見える可能性もあるが、わずか数千年でシリウスBが白色矮星になることは、恒星の進化を考えてもあり得ず、他の天文学者からは否定されている。また、この赤い恒星はアークトゥルスを指しているという反論も出されている。また、過去数千年間に赤色巨星化したシリウスBからガスが放出された兆候を示す観測結果は得られておらず、恒星系にそのような変化は無かったとされている。
別の説として、伴星のシリウスBが白色矮星になって冷却する過程でCNOサイクルによって核融合反応の暴走が起こり、表層が膨張して一時的に赤色巨星に似た姿になり、赤く見えたとする説、まだ発見されていない第3の天体によって赤く見えたのではという説も提唱されている。
他にも、実際にシリウスが赤いという訳ではなく単なる比喩表現であるという説もある。また、シリウスが地平線の近くにあると、レイリー散乱と呼ばれる、大気の影響で色が赤、白、青と変化する場合がある。

## 可視性

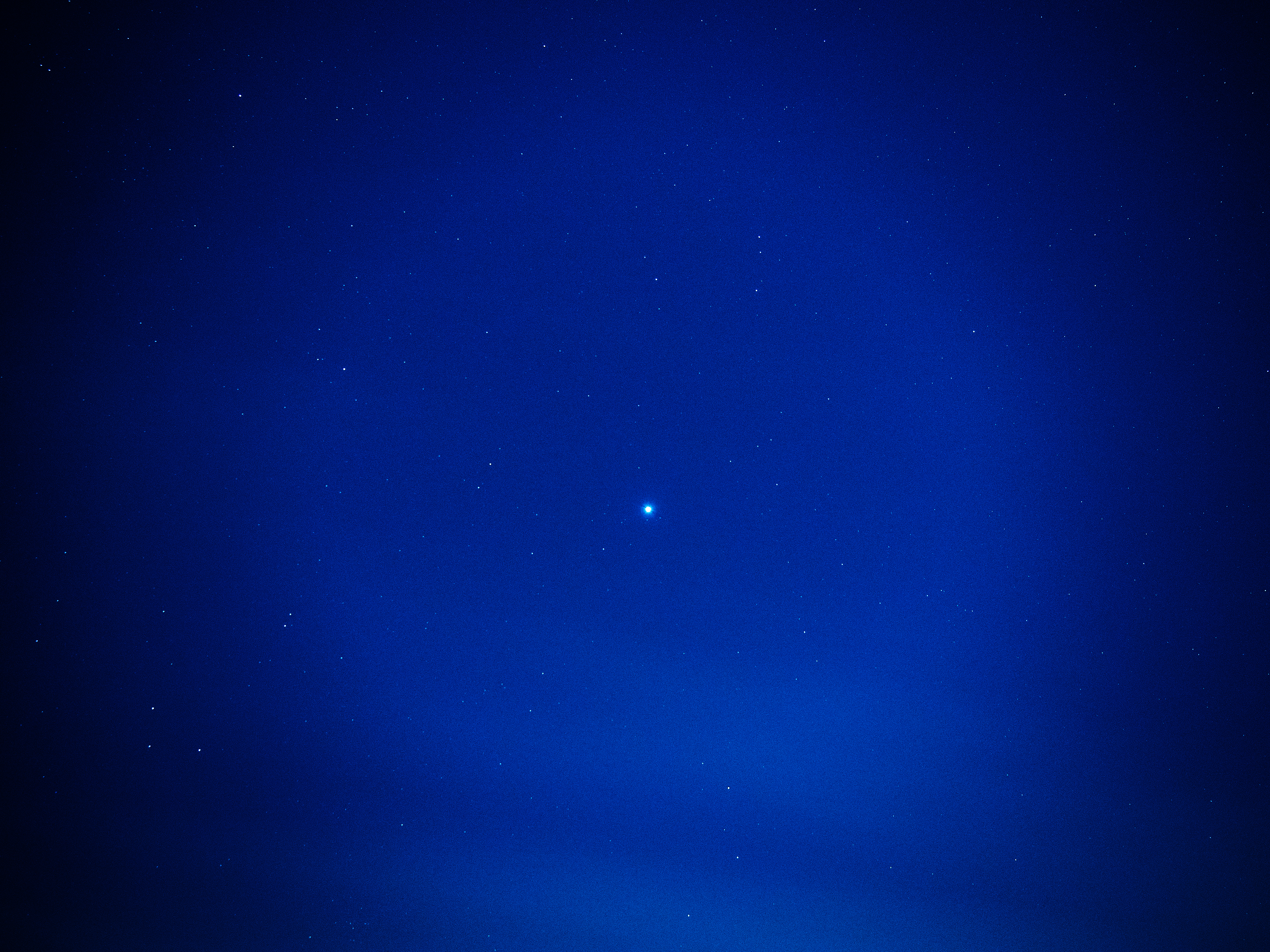
シリウスA

見かけの視等級は-1.46等。先述の通り、太陽以外の恒星では、全天で一番明るい恒星で、2番目に明るいカノープスのほぼ2倍の明るさである。しかし、月や金星、木星ほど明るくなく、時によっては水星と火星もシリウスよりも明るくなる。シリウスは地球のほぼ全球で見る事が出来るが、北緯73度以北の地域では観測する事は出来ない。北半球高緯度の都市では、シリウスは地平線のすぐ近くにしか見えない。例えば、ロシアのサンクトペテルブルクでは地平線の上、わずか13度までしか昇らない。シリウスは、北半球から見ると、ベテルギウスとプロキオンと共に冬の大三角を成している。シリウスの赤緯が約-17度のため、南緯73度以南の地域では周極星になる。地球の歳差運動のため、シリウスはさらに南に移動していくとされている。西暦9000年にはヨーロッパの広範囲で観測する事は出来なくなり、西暦14000年には、赤緯は-67度になり、南アフリカとオーストラリアのほとんどの地域で周極星となる。
シリウスは、条件が揃えば、昼間でも観測する事が出来るが、そのためには空がとても澄んでいないといけない。太陽の高度が低くなるように、高地での観測が望まれる。また、シリウスの赤緯がマイナスのため、南半球の方が観測しやすい。
シリウス系の2つの恒星は、地球から見ると3秒角から11秒角離れて見える。この2つの恒星を分離して観測するには、とても澄んだ夜空で、少なくとも口径12インチ(300mm)の望遠鏡を用意する必要がある。1994年にシリウスBは近点を通過した。その後、シリウスBはシリウスAから離れており、分離がしやすくなっている。
シリウスとの距離は約8.6光年(2.6パーセク)で、これは太陽を除けば5番目に近い恒星である。光度は太陽の25倍で、リゲルやベテルギウス、カノープスなどの超巨星と比較すると、とても暗い。しかし、
地球に最も近い恒星ケンタウルス座α星の約2倍しか離れていないため、肉眼では、それらの恒星よりも明るく見える。シリウスに最も近い恒星はプロキオンで、5.24光年（1.61パーセク）離れている。1977年に木星から海王星までを探査したボイジャー2号は約29万6000年後に、シリウスから4.3光年以内の領域を通過するとされている。

## 連星系

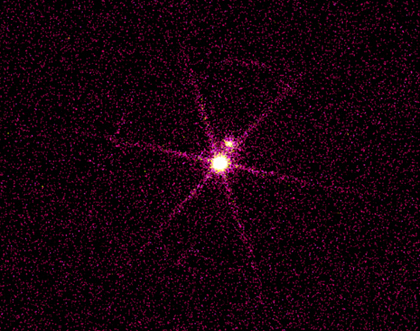
チャンドラX線望遠鏡によって撮影されたシリウス系の画像。明るい方がシリウスBである。
提供: NASA/SAO/CXC.

シリウスは太陽系では太陽-天王星間の距離に値する、約20au離れた、50.1年で公転している伴星を持つ連星である。主星のシリウスAは太陽よりも大きいA型主系列星で、推定される表面温度は9,940Kである。伴星のシリウスBは主系列星の段階を終えた白色矮星となっている。現在のシリウスBは、可視光領域では太陽の1万分の1の光度しかないが、かつてはシリウスAよりも質量が大きかった。シリウス星系の年齢は約2億3000万年で、シリウスBが主系列星だった頃は約9.1年で公転しあう2つの青白色の恒星から成る連星系だったと考えられている。赤外線天文衛星IRASによって、シリウスの周辺に塵などが存在していることを示す赤外超過が観測された。連星系内において、赤外超過が観測される事例は珍しいと考えられている。X線天文衛星チャンドラが撮影した画像では、より表面温度が高く、大量のX線を放出している伴星シリウスBの方が明るく見える。
2015年、超大型望遠鏡VLTを使って観測を行ったViganらの研究チームは、シリウスAから0.5au内の距離に木星質量の11倍以上、1-2auの距離に木星質量の6-7倍以上、10au内の距離に木星質量の4倍以上の天体は存在しないとする研究を発表した。

### シリウスA
| 太陽 | シリウスA |
| ---- | --------- |
| 太陽 | Exoplanet |

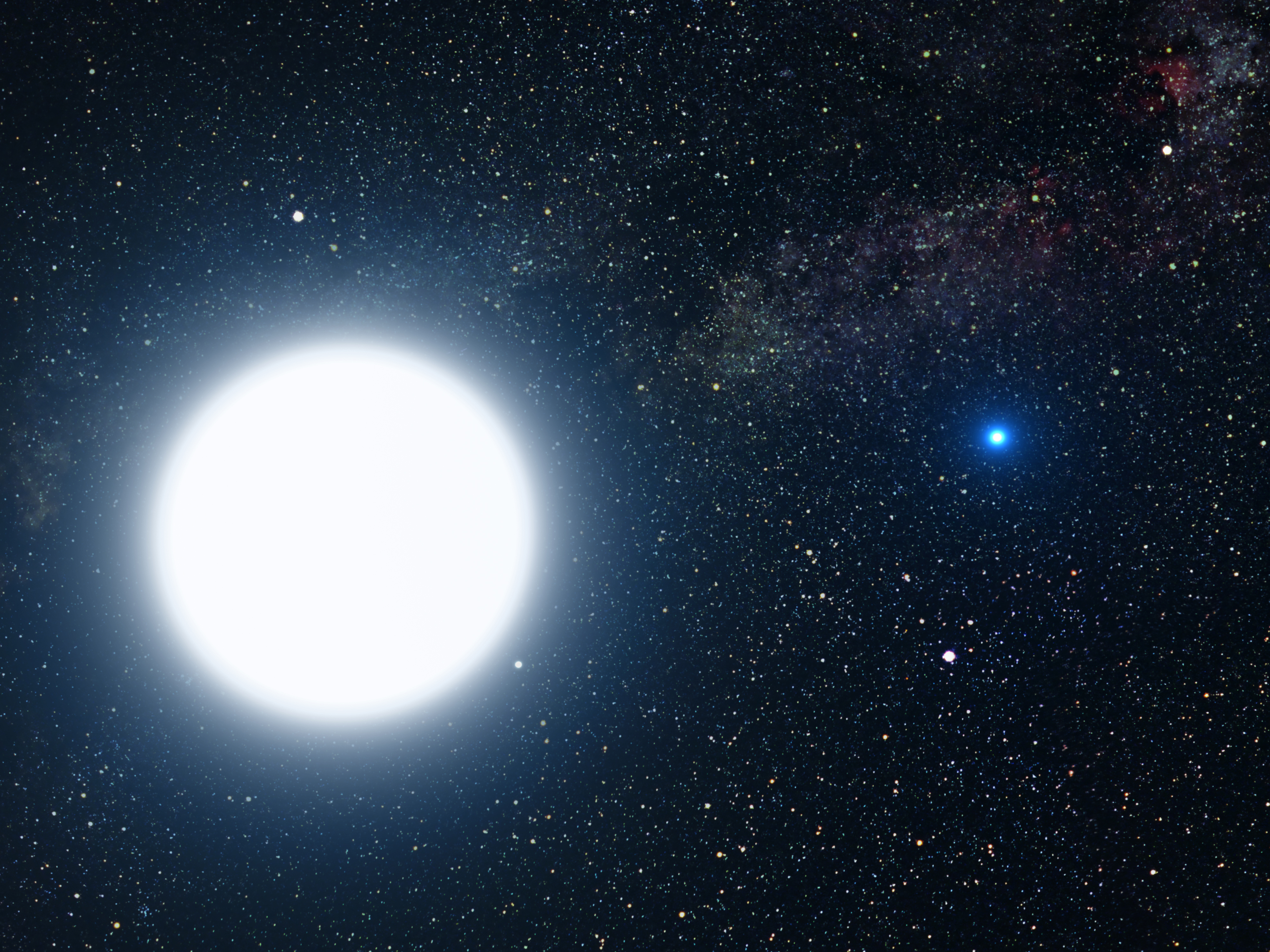
シリウスAとシリウスBの想像図。

主星のシリウスAは、太陽の約2倍の質量を持つ。半径は天体干渉計によって測定され、その結果、角直径は5.936±0.016ミリ秒と測定された。自転速度は、16km/sと比較的遅く、形状はほぼ球形である。これは、大きさが似通ったベガとは対照的で、ベガは274km/sという高速で自転しており、遠心力によって赤道が膨れた回転楕円体となっている。シリウスAの表面では弱い磁場が検出されている。
シリウスAは誕生から約10億年後に、核融合反応に不可欠な、中心部にある水素を全て使い切ってしまうと考えられている。この時点で、シリウスAは赤色巨星となり、そしてその後、白色矮星へ進化するとされている。
シリウスAのスペクトルに鉄などの重元素の吸収線が強く見られることから、シリウスAはAm星に分類されている。水素と鉄の質量比で表されるシリウスAの金属量は{\displaystyle \textstyle \left[{\frac {{\ce {Fe}}}{{\ce {H}}}}\right]=0.5}で、これは金属量が太陽の100.5倍、すなわち太陽の大気と比べて316%の鉄があることを示している。恒星表面の金属量が高いことは、恒星全体が同じくそうであることを示す訳ではない。鉄や重元素は、恒星中心からの放射圧によって表面へと浮揚されたものである。

### シリウスB
| 地球 | シリウスB |
| ---- | --------- |
| 地球 | Exoplanet |

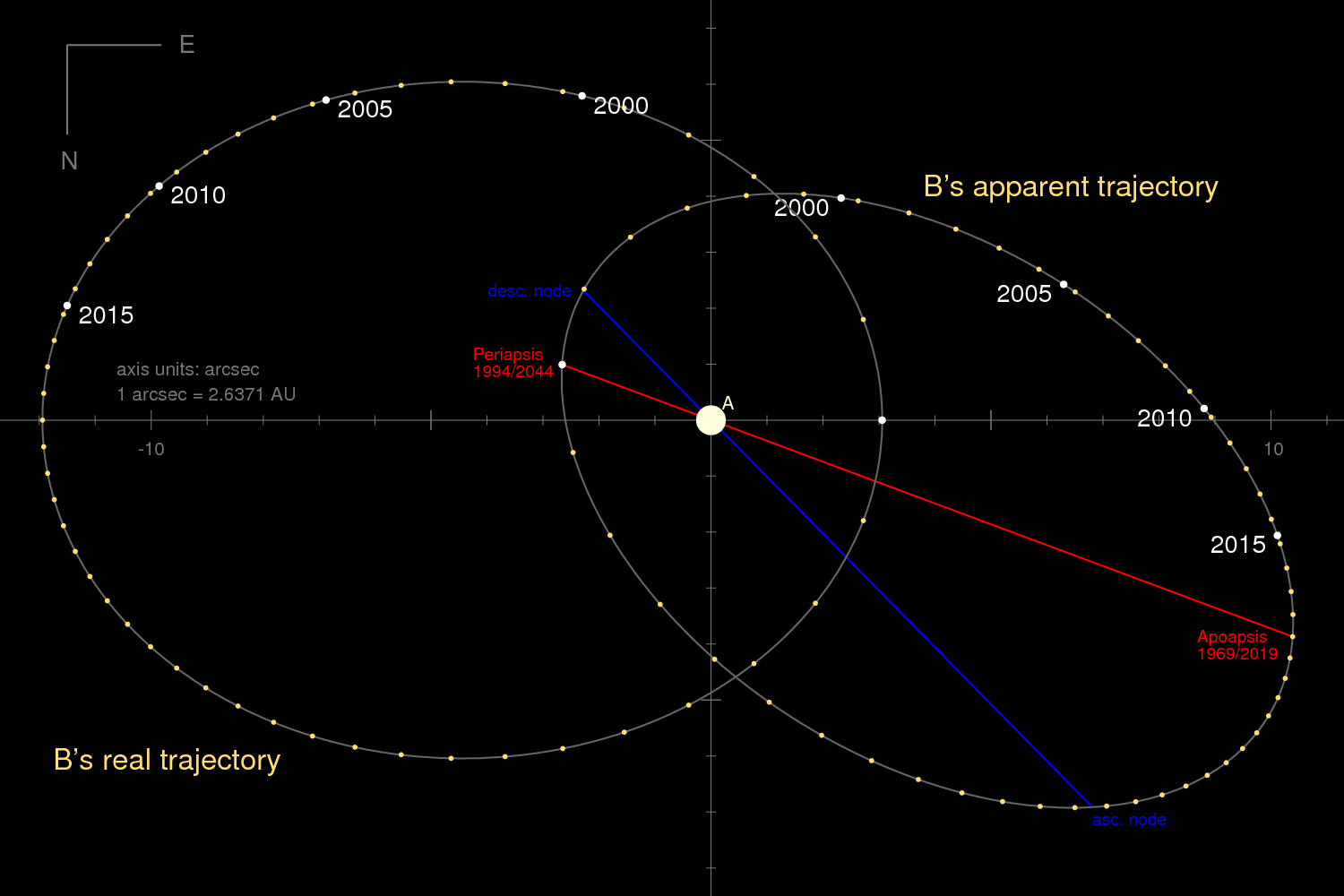
The orbit of Sirius B around A as seen from Earth (slanted ellipse). The wide horizontal ellipse shows the true shape of the orbit (with an arbitrary orientation) as it would appear if viewed straight on.

伴星シリウスBの質量は太陽とほぼ同じ（太陽質量の0.98倍）で、比較的大きな白色矮星の一つだが、大きさは地球とほぼ同じである。現在の表面温度は25,200K。しかし、内部に核融合反応のような熱源を持たないため、今後20億年以上かけてゆっくりと冷えていくとされている。
白色矮星は、恒星が寿命を迎えた後に残される天体であり、シリウスBは約1億2000万年前に寿命を迎えたと考えられている。主系列星だった頃は、太陽の約5倍の質量を持つ、B型主系列星（スペクトル型B4-B5程度）であったと推測されている。シリウスBが赤色巨星だった時、現在のシリウスAに豊富な金属をもたらしたかもしれない。
シリウスBはヘリウムの核融合反応で生成された炭素と酸素の化合物で構成されている。表面の重力が強いため、周囲の物質は、質量によって分布している領域が異なる。したがって、最も軽い元素である水素のほとんどは、シリウスBの外層を形成している。実際に、シリウスBのスペクトルからは水素以外の物質の吸収線は見られない。

### 星団
シリウスが星団の一員であるという説は、1909年にアイナー・ヘルツシュプルングによって初めて提唱された。ヘルツシュプルングは、天球上でのシリウス星系の固有運動の観測から、シリウスがおおぐま座運動星団の一員であるとした。おおぐま座運動星団は固有運動を同じくする220の恒星からなり、かつては散開星団であったが現在は互いの重力に束縛されていないグループである。しかしながら、2003年と2005年にかけての研究では、シリウスがこの集団の一員である可能性は疑問視されている。おおぐま座運動星団は5±1億歳程度と見積もられているが、シリウスはこの半分程度の年齢でしかなく、この集団の一員としては若過ぎるためである。これとは別にオリン・エッゲンによって、ぎょしゃ座β星、かんむり座α星、コップ座β星、エリダヌス座β星、へび座β星からなる Sirius Supercluster の一員であるという説が提唱されている。この星団は太陽系から500光年以内に位置する3つの大きな星団のうちの1つである。他の2つはヒアデス星団とプレアデス星団で、いずれも数百の恒星により構成されている。

## 名称と文化的意義
バイエル符号における名称はα Canis Majoris、略称はα CMa。シリウスは、ギリシャ語で「焼き焦がすもの」「光り輝くもの」を意味する「セイリオス（Σείριος, Seirios）」に由来するが、ギリシャ語自体が、古代以前に他の場所から伝来した可能性がある。古代エジプトの神オシリスとの関連も示唆されている。シリウスの名称は紀元前7世紀頃の詩人ヘーシオドスの仕事と日にて初めて記録されている。2016年、国際天文学連合(IAU)は、恒星の固有名に関するワーキンググループ(Working Group on Star Names, WGSN)を組織した。2016年6月30日にワーキンググループは、Sirius をおおいぬ座α星Aの固有名として公式に承認した。
日本では、古くは青星（あおぼし）、または大星（おおぼし）と呼ばれ、英語ではドッグ・スター（Dog Star）、中国語では天狼（星）（Tiānláng (xīng)）と呼ばれる。中国では古くから「侵掠」、「貪残」を司る不吉な星とされる。
シリウスには、知られているだけで50以上の名称がある。ジェフリー・チョーサーのエッセイ、A Treatise on the Astrolabeに、シリウスは猟犬の頭とされ、Alhadorと記載されている。この名前は西欧のアストロラーベによく使用されている。サンスクリット語では、Mrgavyadha（鹿の狩人）、またはLubdhaka（狩人）と呼ばれた。Mrgavyadhaは、ルドラあるいはシヴァを表しているとしている。マラヤーラム語では、Makarajyotiと呼ばれた。
ゾロアスター教のティシュトリヤはシリウスを神格化した星と慈雨の神である。古代イランにおいてはシリウスが夜明け前に見える頃が雨季の始まりであったことから、ティシュトリヤを雨の神としても崇めるようになった。
明るい恒星は、太平洋の多くの島や環礁間を移動する古代ポリネシア人にとってはとても重要な存在だった。古代ポリネシア人は地平線の近くにある、高度が低い恒星を、目的地への航路を決めるコンパス代わりにしていた。また、そのような恒星は目印としても役立たれた。シリウスの場合、赤緯は約-17度であり、これはフィジーの緯度とほぼ同じである。したがって、シリウスは毎晩、島の上を通過していく。シリウスは「大きな鳥」を意味するManuと呼ばれる星座の体を構成している。ちなみに、プロキオンは北側の翼端、カノープスは南側の翼端を成しており、ポリネシアの夜空を2つの半球に分けている。古代ギリシアで朝空のシリウスが夏の到来を示すように、ニュージーランドの先住民族マオリはシリウスを「冬」を意味する Takuruaと呼んで冬の到来を告げる恒星とした。ハワイでは、シリウスは「天国の女王」、Ka'uluaとされ、冬至の日に祝いの対象とされた。他のポリネシア人の間でも、シリウスはいくつかの名称で呼ばれてきた。マルキーズ諸島ではTau-ua、ニュージーランドではRehua、タヒチ島ではTa'urua-fau-papa、あるいはTa'urua-e-hiti-i-te-tara-te-feiaiと呼ばれた。ハワイでは、シリウスには多数の呼び方があり、Aa、Hoku-kauopae、Kau-ano-meha（Kaulanomehaとも）、Hiki-kaueliaまたはHiki-kauilia、Hiki-kau-lono-meha、Kaulua（Kaulua-ihai-mohaiとも）、Hiki-kauelia、Hoku-hoo-kele-waa、Kaulua-lenaなどがある。ソシエテ諸島では、Taurua-fau-papa、Taurua-nui-te-amo-aha、Taurua-e-hiti-i-tara-te-feiaiと呼ばれていた。シリウスの名称として、他にもPalolo-mua(フツナ島)、Mere(マンガイア島)、Apura(マニヒキ島)、Taku-ua（マルギース諸島）、Tokiva（プカプカ島）がある。トゥアモトゥ諸島でも、シリウスに複数の名称があり、Takurua-te-upuupu、Te Kaha、Te Upuupu、Taranga、Vero-ma-torutoruがある。
オーストラリアビクトリア州北西部に居住している先住民族ボロン族はシリウスをWarepilと呼んだ。